# Zeta Phoenicis
Zeta Phoenicis (Wurren, ζ Phe) – gwiazda w gwiazdozbiorze Feniksa, odległa od Słońca o około 299 lat świetlnych.

## Nazwa
Gwiazda nie ma nazwy własnej w tradycji arabskiej i europejskiej, ale Aborygeni australijscy z ludu Wardaman znają ją pod nazwą Wurren. Międzynarodowa Unia Astronomiczna w 2017 roku formalnie zatwierdziła użycie nazwy Wurren dla określenia tej gwiazdy.

## Charakterystyka obserwacyjna
Zeta Phoenicis to gwiazda poczwórna, której dwa bliskie, jaśniejsze składniki tworzą układ zaćmieniowy podobny do Algola. Co 40 godzin, 4 minuty i 28 sekund obserwowana wielkość gwiazdowa ζ Phe spada z 3,92m do 4,42m, co jest pociemnieniem dostrzegalnym gołym okiem. Dzieje się tak, gdy słabszy składnik Ab przechodzi przed tarczą jaśniejszej gwiazdy Aa, skrywając przed obserwatorem na Ziemi 60% jej blasku. W połowie okresu większej jasności występuje też słabszy spadek jasności o 0,18m, związany z przesłonięciem (całkowitym) składnika Ab przez Aa.
Parę Zeta Phoenicis A dzieli na niebie od składnika B zaledwie 0,6 sekundy kątowej (pomiar z 2015 r.). Składniki te mają wielkość obserwowaną odpowiednio 4,02m i 6,80m. W odległości 6,8″ od nich (pomiar z 2016 roku) widoczna jest Zeta Phoenicis C, gwiazda o wielkości 8,23m.

## Charakterystyka fizyczna
Bliskie składniki Zeta Phoenicis Aa i Ab to białobłękitne gwiazdy ciągu głównego należące do typu widmowego B. Jest to układ spektroskopowo podwójny typu SB2, czyli widoczne są linie spektralne obu składników, co pozwala na ich indywidualne scharakteryzowanie. Gwiazda Aa ma temperaturę 14 100 K, jasność 290 razy większą niż jasność Słońca, promień 2,85 raza większy niż promień Słońca i masę 3,93 M☉. Składnik Ab ma temperaturę 11 800 K, jasność 60 razy większą niż jasność Słońca, promień 1,85 raza większy niż promień Słońca i masę 2,55 M☉. W przestrzeni gwiazdy te dzieli zaledwie 0,05 au, czterokrotność promienia większej gwiazdy; obrót gwiazd nie jest zsynchronizowany i nie dochodzi między nimi do wymiany materii. Sytuacja zmieni się, gdy ewoluujący masywniejszy składnik stanie się rozdętym olbrzymem i zacznie tracić masę na rzecz mniejszego.
Trzeci składnik, Zeta Phoenicis B to biała gwiazda ciągu głównego, reprezentująca typ widmowy A7. Ma masę 1,73 M☉ i okres orbitalny 220,9 roku.
Najdalszy składnik układu, Zeta Phoenicis C to żółto-biały karzeł należący do typu widmowego F7, oddalony o co najmniej 600 au od centralnej pary i obiegający ją w czasie co najmniej 5000 lat.